# Parcul Regele Mihai I al României

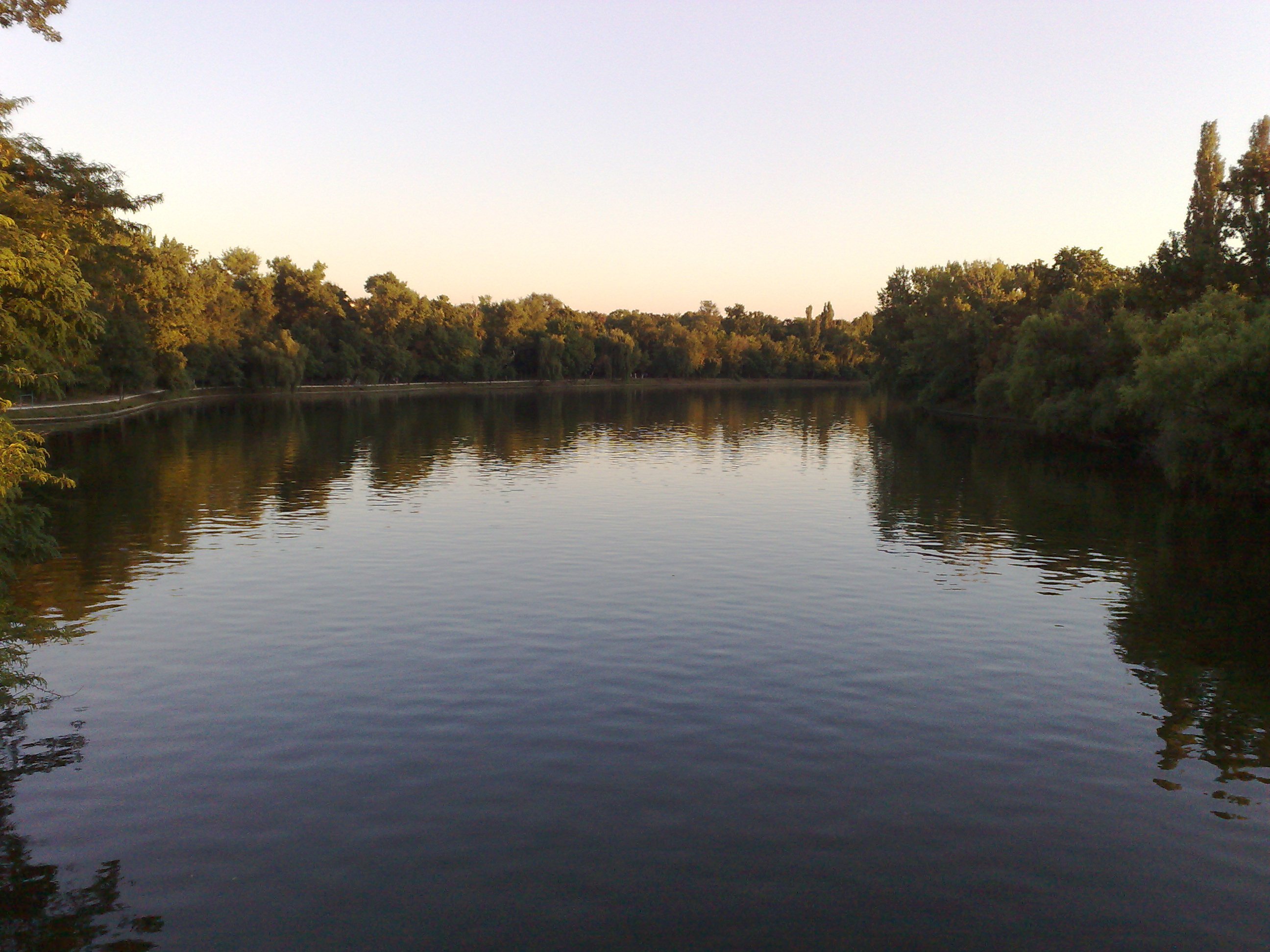
Parcul Regele Mihai I

Parcul Regele Mihai I al României (în trecut Parcul Carol al II-lea, Parcul Național, Parcul I.V. Stalin și Parcul Herăstrău) este un parc de mare întindere al Bucureștiului, situat în partea de nord a orașului, delimitat de B-dul Prezan Constantin, B-dul Aviatorilor, Șos.Nordului, Str. Elena Văcărescu, Șos. București-Ploiești și Șoseaua Regele Mihai I. A fost construit în 1936 pe malurile Lacului Herăstrău (74 ha). Suprafața sa totală este de 187 ha. Lacul din centrul parcului face parte din lanțul de lacuri antropice al râului Colentina. Aleea parcului ce înconjoară lacul are o lungime de 5,92 km.

## Istoric

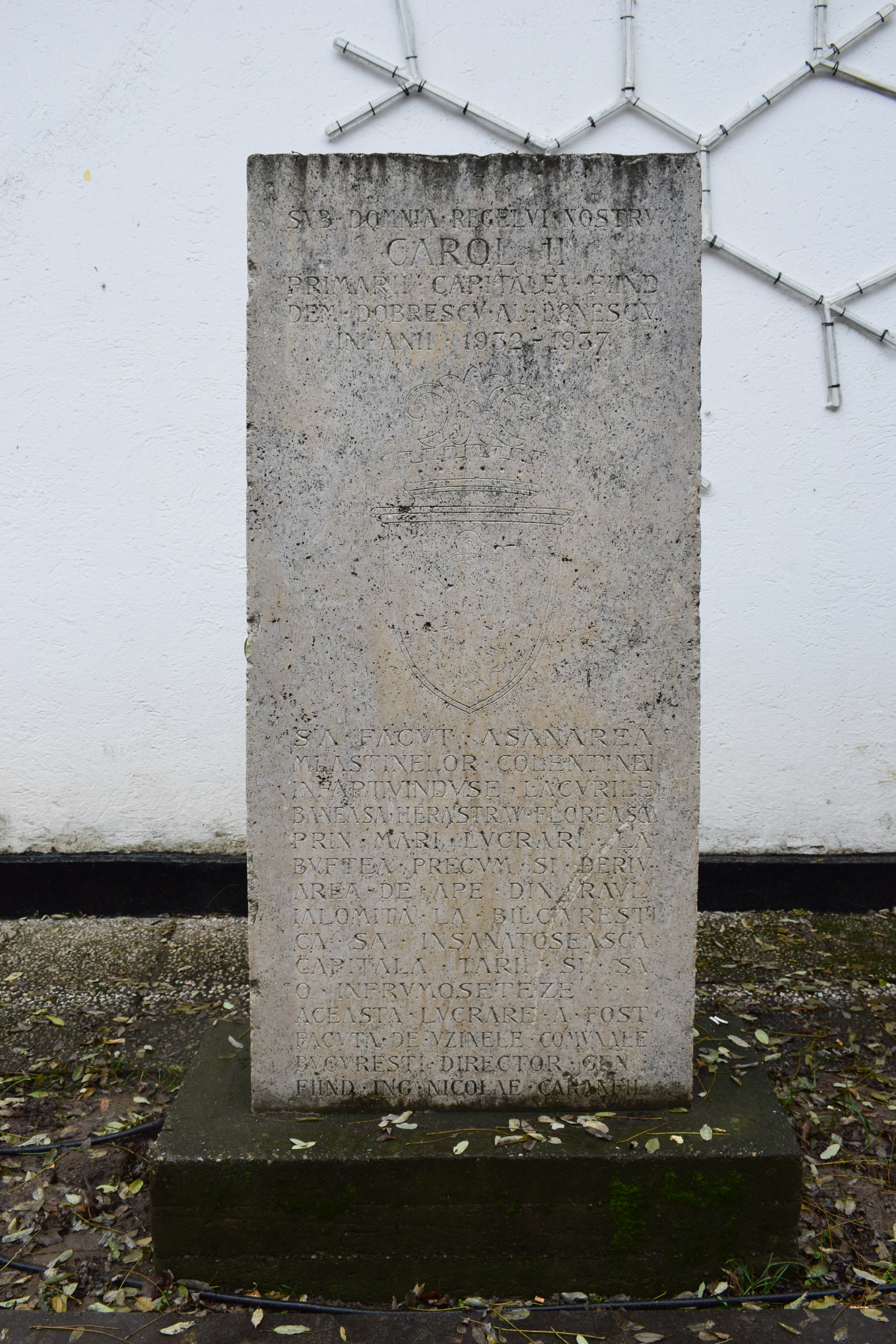
Placa memorială de la Muzeul Satului, care amintește de crearea Parcului Herăstrău, sub domnia MS Regelui Carol al II-lea.

Înainte de 1930, zona pe care se află astăzi parcul era o zonă mlăștinoasă care a fost asanată în perioada 1930-1935. Cu această ocazie s-a pus și problema amenajării întregii suprafețe rămase liberă, ținând cont și de faptul că în zona respectivă exista deja Arcul de Triumf. S-au expropriat câteva zeci de locuințe sărace și o întreprindere industrială, s-au trasat alei pentru a face loc în mai 1939 celui mai întins spațiu verde la acea vreme din București. Proiectele pentru acest parc au fost realizate de arhitecții Ernest Pinard și Friedrich Rebhuhn. Friedrich Rebhuhn, un arhitect peisagist german care a lucrat în Anglia, Franța și Elveția a venit în 1910 în România, unde i s-a oferit postul de șef al secției horticole a orașului București. De numele lui se leagă parcul Cișmigiu. Din 1922 a sprijinit-o pe regina Maria în organizarea activității la grădinile palatului. A rămas în România. Fr. Rebhuhn, talentat și prolific arhitect peisagist a contribuit la crearea compoziției vegetale (arbori, arbuști, flori), iar arhitectul român Octav Doicescu a proiectat aleile.
La intrarea în Muzeul Satului din București, o placă memorială amintește de marile lucrări hidrotehnice care s-au făcut, sub domnia Regelui Carol al II-lea, pentru crearea Parcului Herăstrău și a întregii zone verzi din nordul Capitalei, în anii 1932-1937, sub conducerea inginerului Nicolae Caranfil. Textul spune: „Sub domnia Regelui nostru Carol II, Primarii Capitalei fiind Dem Dobrescu, Al. Donescu, în anii 1932-1937 s’a făcut asanarea mlaștinelor Colentinei, înfăptuindu-se lacurile Băneasa, Herăstrău, Floreasca, prin mari lucrări la Buftea, precum și derivarea de ape din râul Ialomița la Bilciurești, ca să însănătoșească Capitala Țării și să o înfrumosețeze. Această lucrare a fost făcută de Uzinele Comunale București, Director Gen. fiind ing. Nicolae Caranfil.”
În 1951, parcul a fost extins, transformat și reinaugurat în forma sa actuală.
De-a lungul istoriei sale, parcul s-a numit Parcul Național, Parcul Carol al II-lea și Parcul I. V. Stalin. Pe când avea această ultimă denumire, la intrarea în parc s-a aflat o statuie a lui Stalin, ridicată în 1951 și demolată în 1962. În prezent, pe aproximativ același loc, se află statuia lui Charles de Gaulle.
În 1936, din inițiativa profesorului Dimitrie Gusti, s-a înființat Muzeul Satului pe malul lacului Herăstrău. Teatrul de Vară din Herăstrău situat lângă Muzeul Satului a fost construit în 1956.
În ultimii ani, numeroase terase și localuri din parc, construite ilegal sau a căror autorizație a expirat, au fost demolate, dar nu toate.
În 2017, odată cu deschiderea unei pasarele temporare, a devenit posibilă înconjurarea în siguranță a lacului pe jos sau cu bicicleta (anterior pietonii trebuieau să se urce pe podul de cale ferată, și mai multe persoane au fost lovite de tren sau de electricitate).

## Limite
- Bulevardul Constantin Prezan
- Bulevardul Aviatorilor
- Șoseaua Nordului – Cartierul Aviației
- Strada Elena Văcărescu
- Șoseaua București – Ploiești
- Șoseaua Kiseleff

## Vegetația

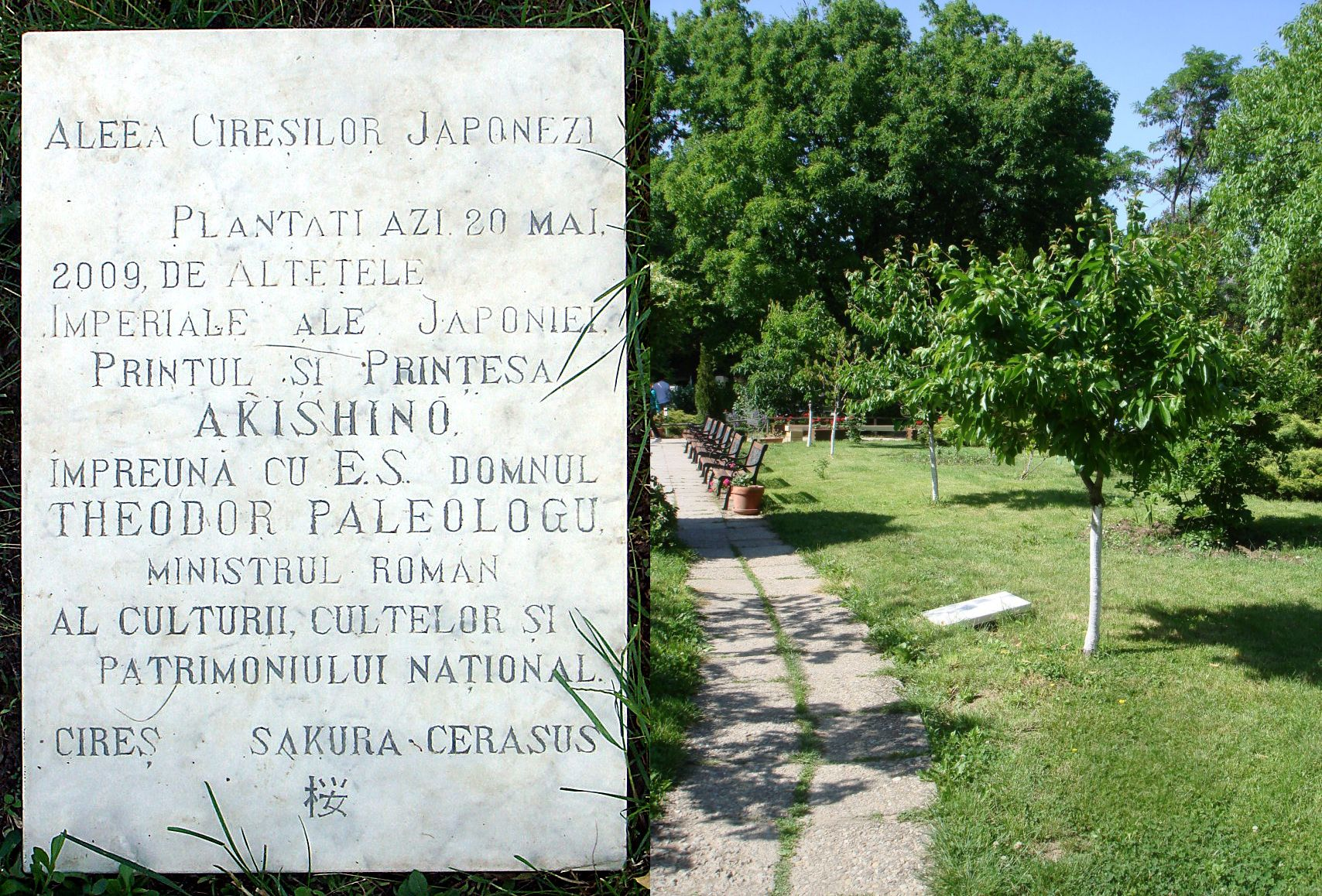
În iarbă, pe linia cireșilor, se află o placă de marmură albă, cu următorul text:
Aleea Cireșilor Japonezi. Plantați azi 20 mai 2009 de Altețele Imperiale ale Japoniei, Prințul și prințesa AKISHINO împreună cu E.S. domnul THEODOR PALEOLOGU, ministrul român al culturii, cultelor și patrimoniului național.
Este vorba de cireșul japonez „Sakura” (Prunus serrulata, Prunus x yedoensis, Prunus sargentii, Prunus speciosa).

Vegetația parcului este formată dintr-o varietate de specii de arbori și arbuști foioși (arțari, frasini, plopi, salcii, tei) și rășinoși (buxus, juniperus, taxus, forsythia, filadelfiu, spirea, lonicera). De asemenea, în parc se găsesc și arbori protejați: stejarul lui Tagore, plantat în anul 1961 cu ocazia sărbătoririi centenarului nașterii lui Rabindranath Tagore, și cireșii floriferi din Grădina Japoneză, donați de împăratul Japoniei. 

### Raritate botanică
În parc crește un unicat dendrologic, o varietate a salcâmului japonez cu ramuri plângătoare și frunze pătate cu alb. Deoarece era necunoscut în literatura de specialitate și a fost descris pentru prima dată de specialiști din România, în anul 1960, a primit numele de Sophora japonica Bucuresti.

## Monument istoric
Parcul Regele Mihai I al României a fost declarat monument istoric în clasa de importanță A și i-a fost atribuit codul LMI  B-II-a-A-18802.
Deoarece pe malul de NE al lacului Herăstrău, pe teritoriul parcului Regele Mihai I al României, a fost descoperită o așezare paleolitică de locuire civilă, parcul a fost înscris și în Repertoriul Arheologic Național cu cod RAN 179132.17.

## Monumente din parc
- Monumentul părinților fondatori ai Uniunii Europene
- Fântâna Modura
- Statuia lui Charles de Gaulle din București
- Statuia „Prometeu” din București
- Nimfa adormită
- Statuia „Hercule doborând Centaurul”
- Clubul Diplomatic din București

## Galerie foto

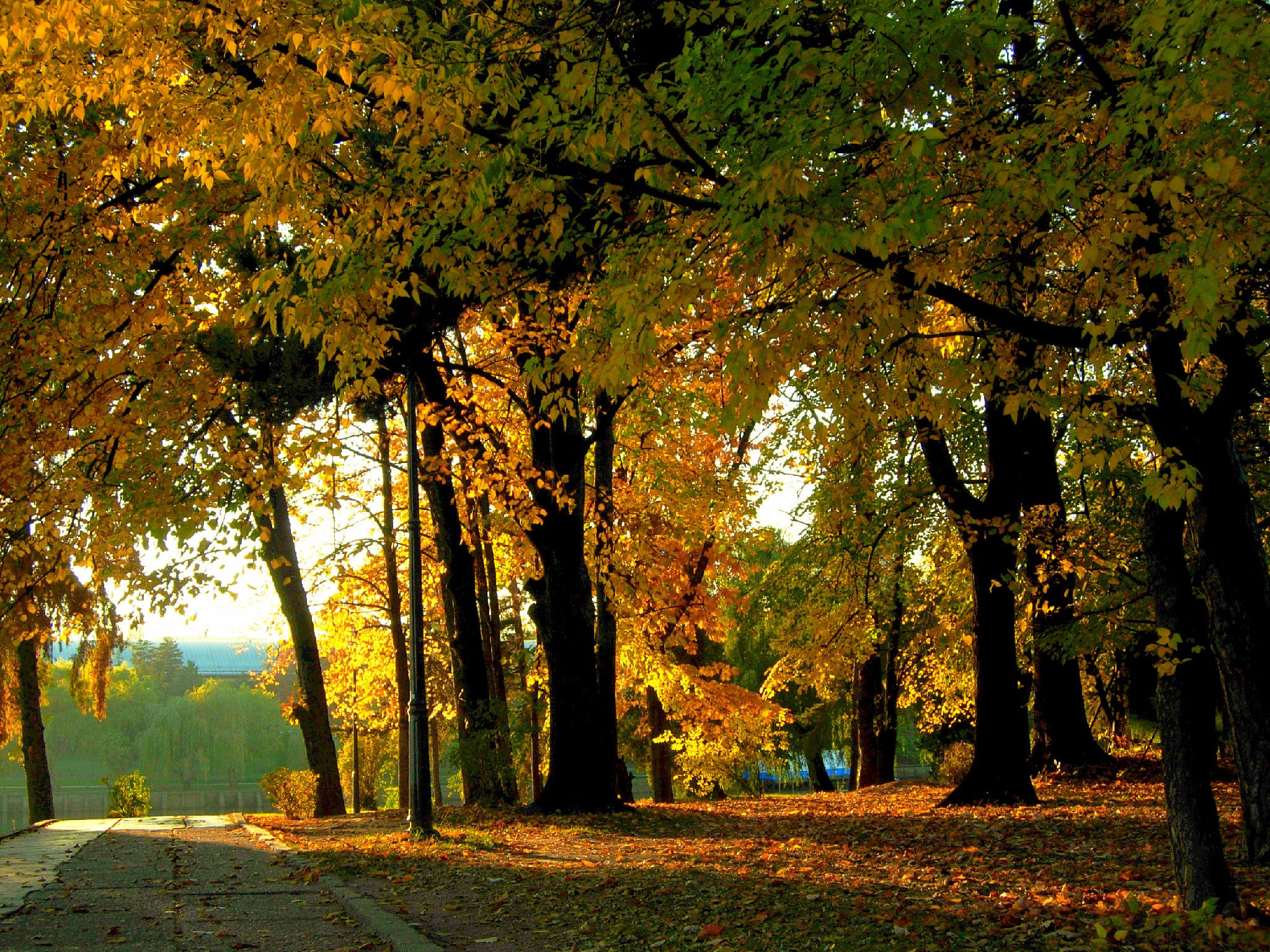
Parcul Regele Mihai
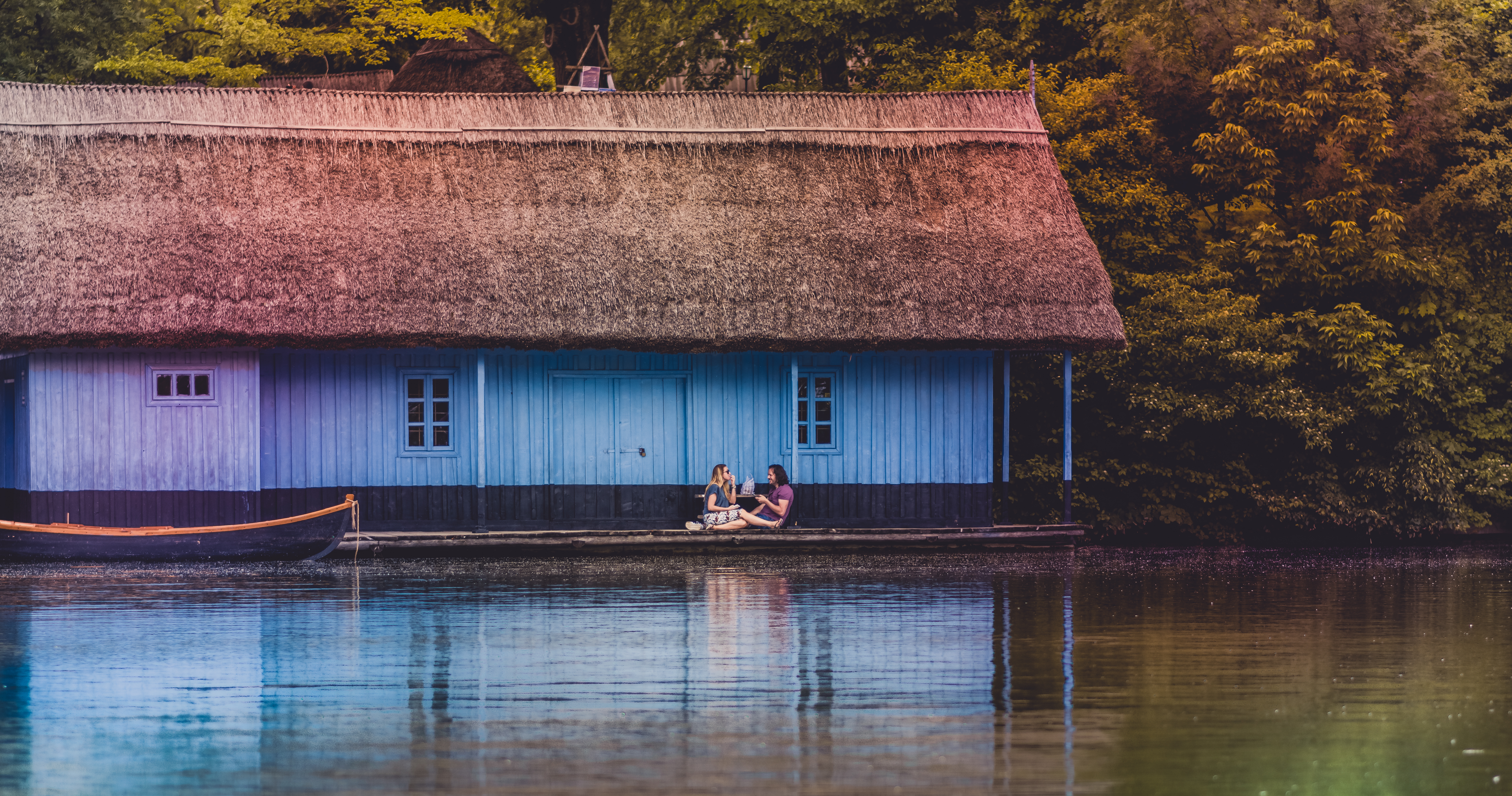
Casă din Muzeul Satului pe malul lacului
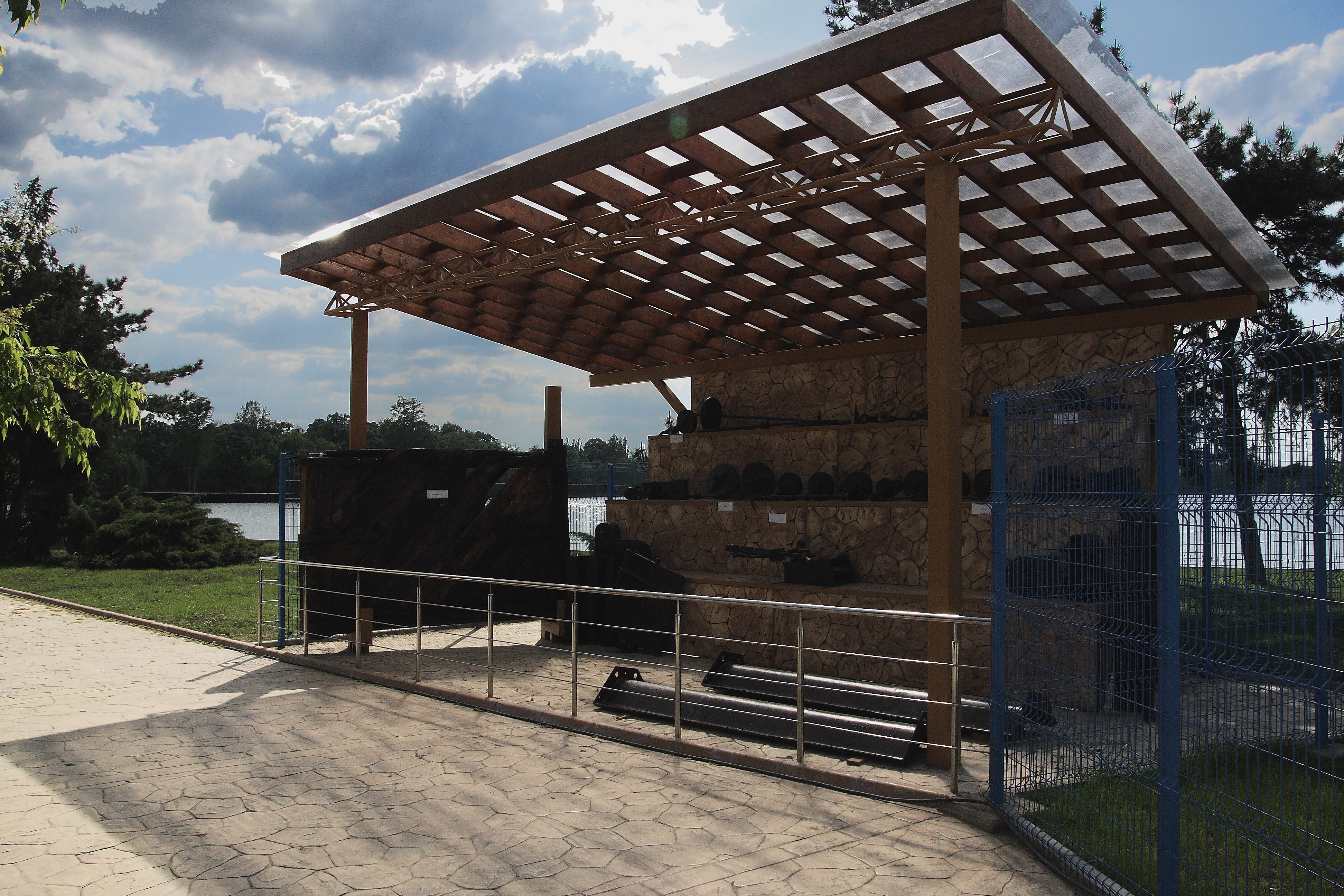
Părți din ecluza veche, expoziție
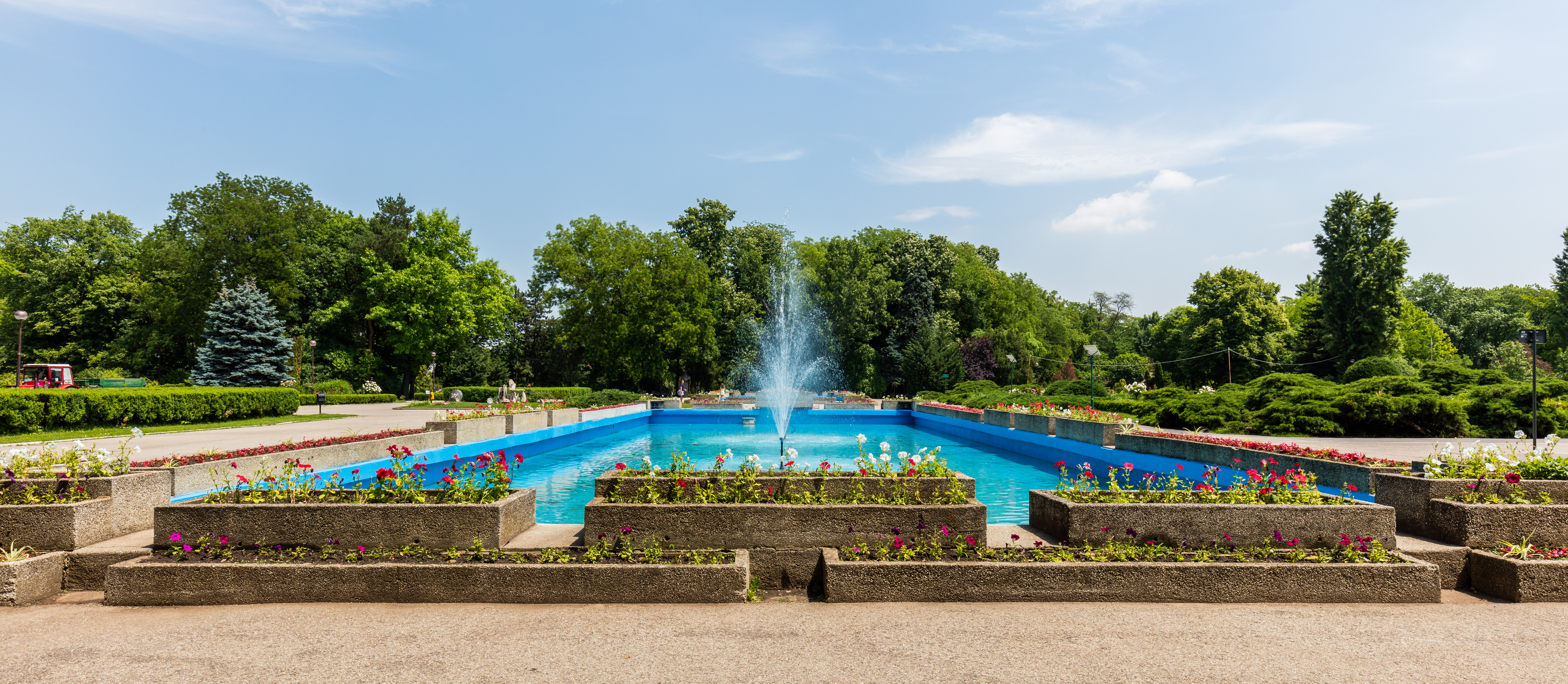
Expoflora
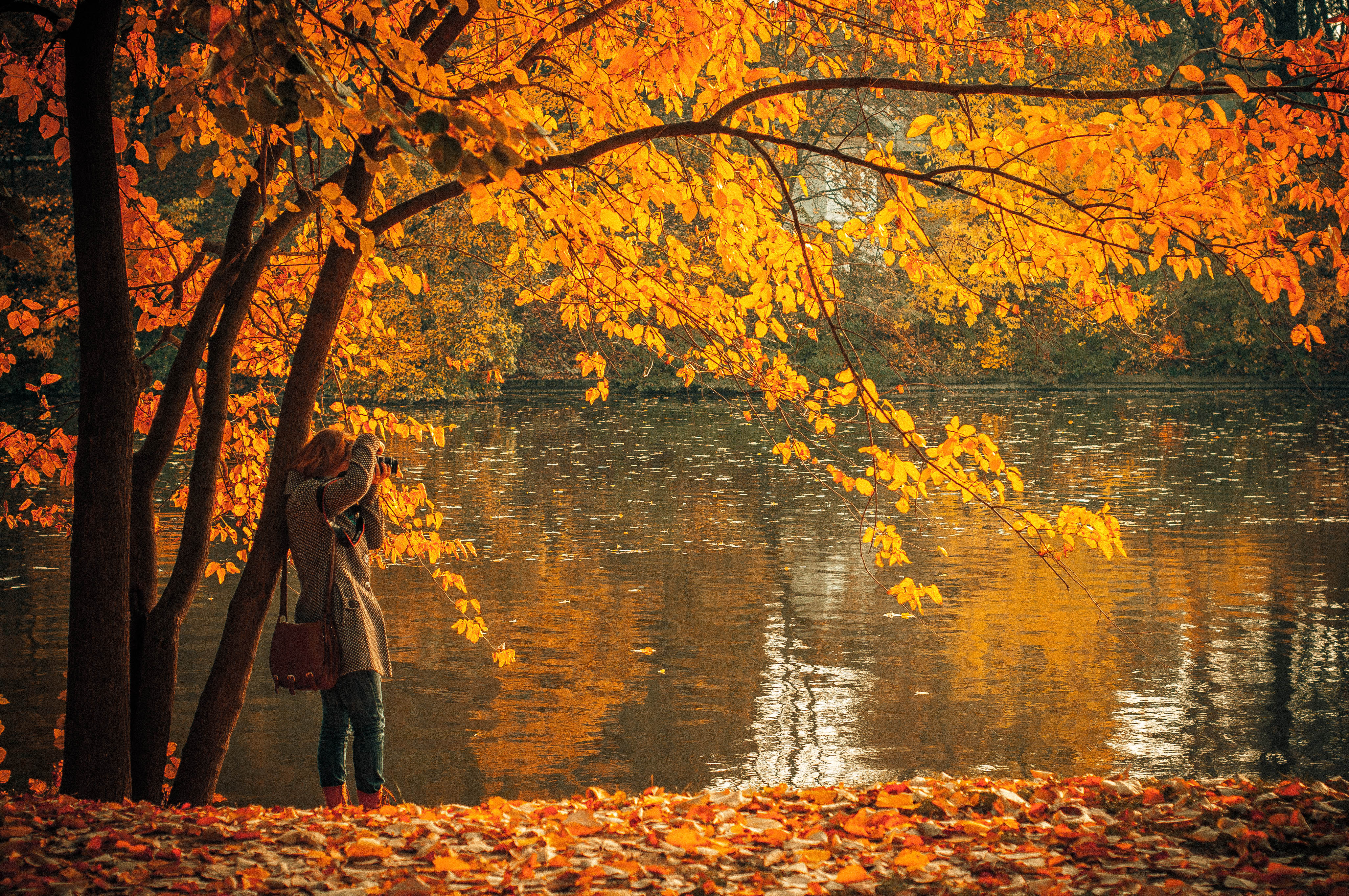
Toamnă în parcul Regele Mihai
Bandă pentru bicicliști
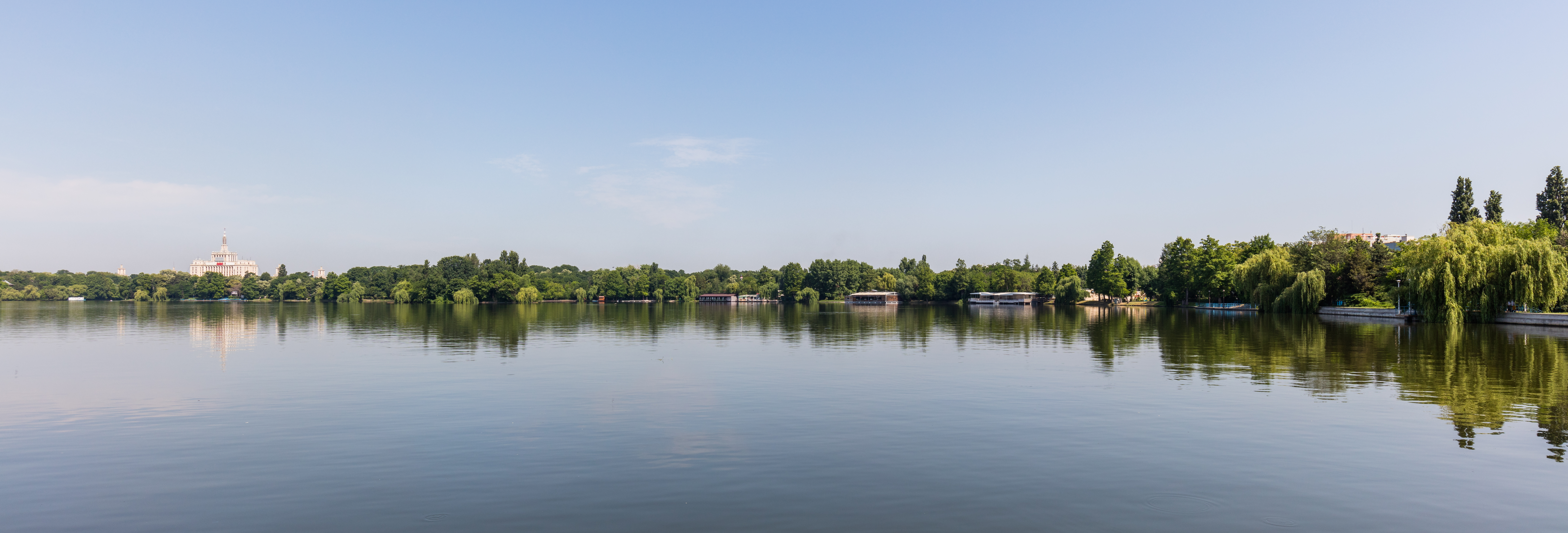
Lacul Herăstrău
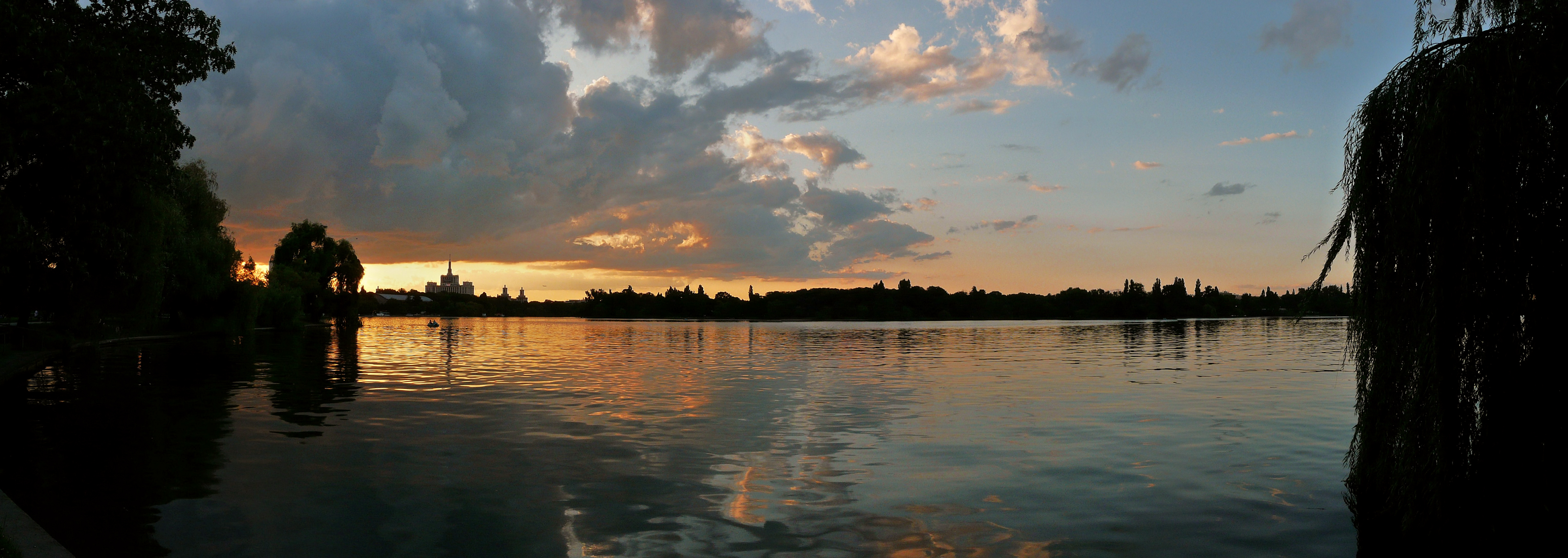
Lacul Herăstrău seara
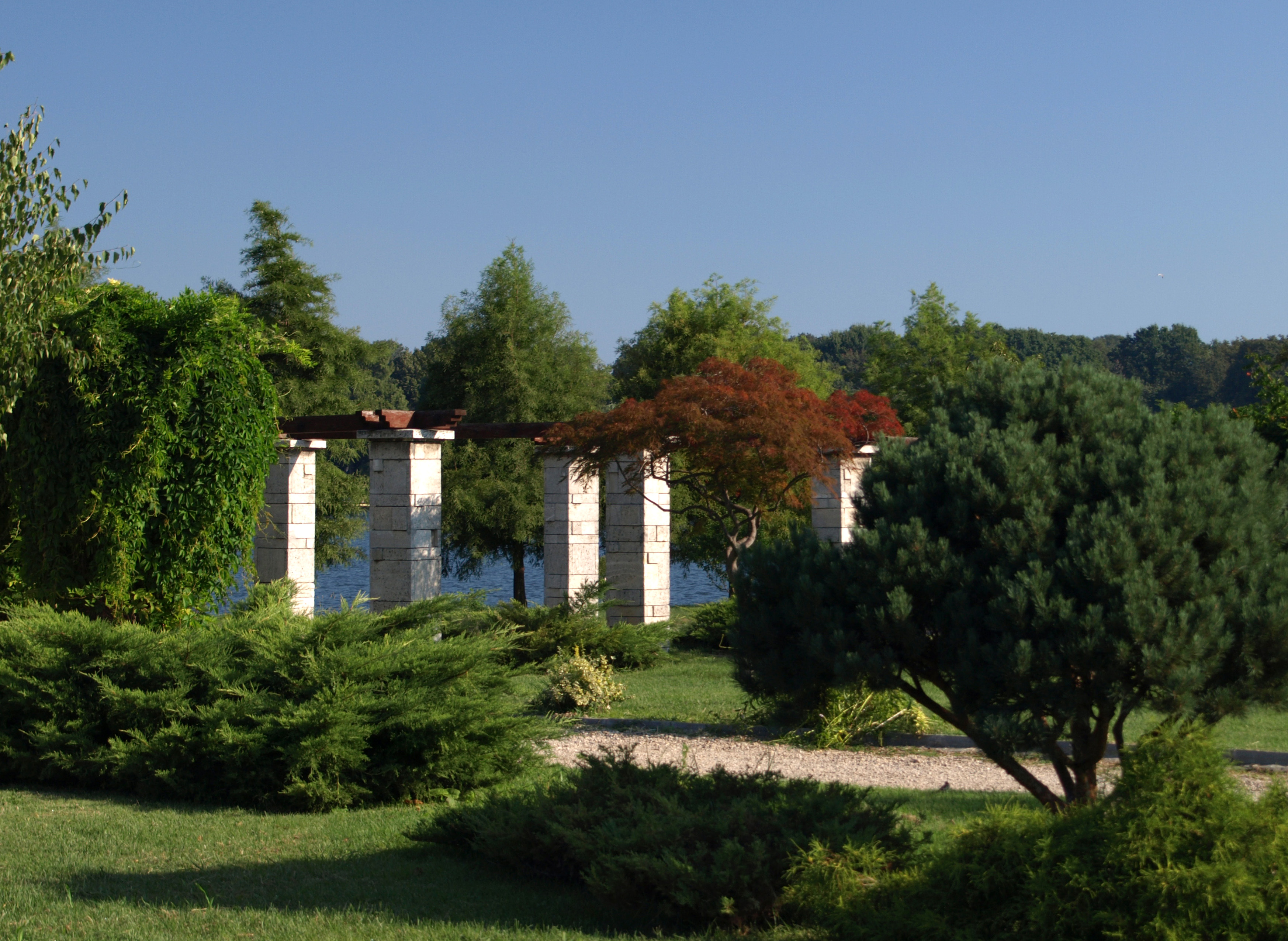
Insula Trandafirilor la începutul lui septembrie
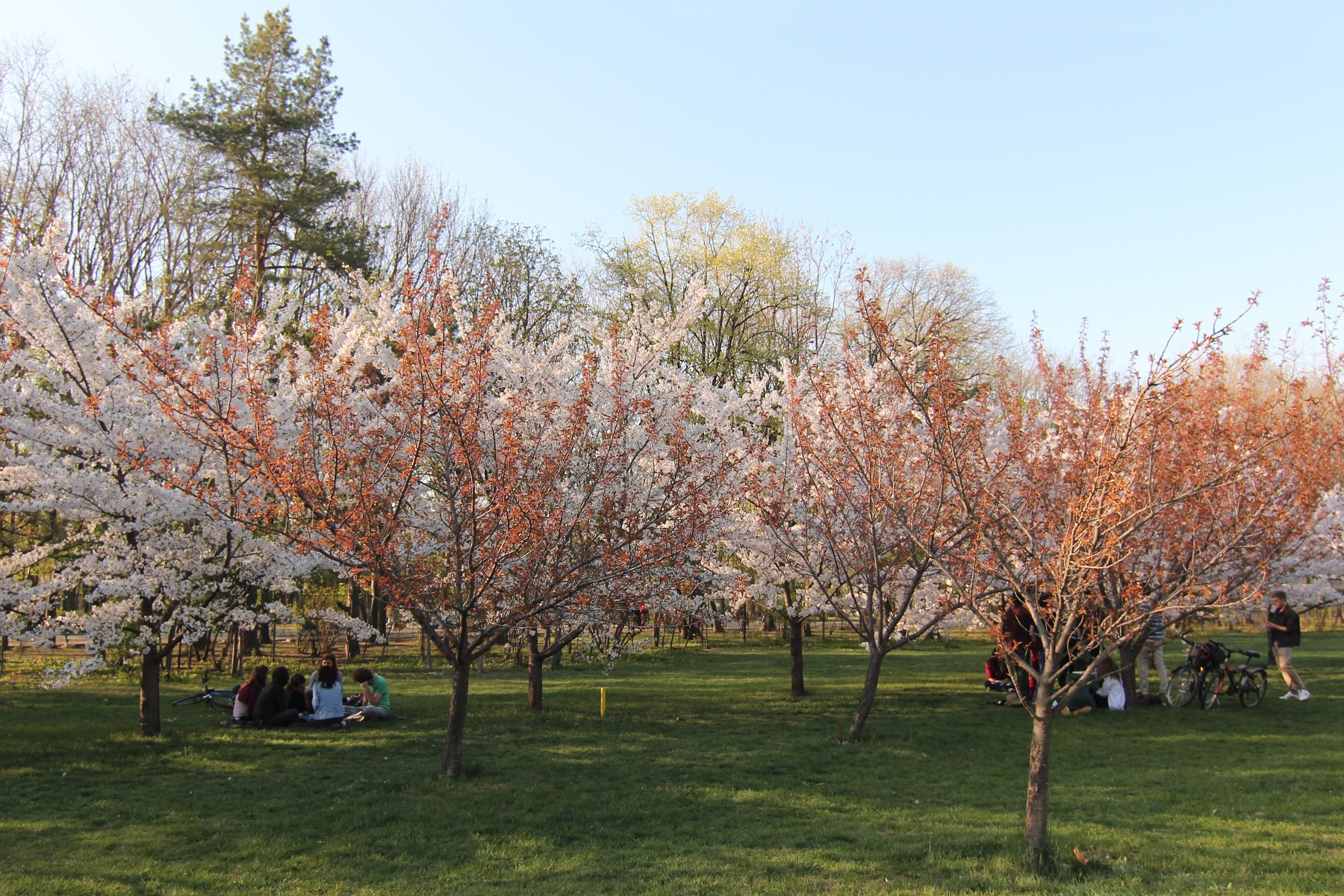
Grădina japoneză
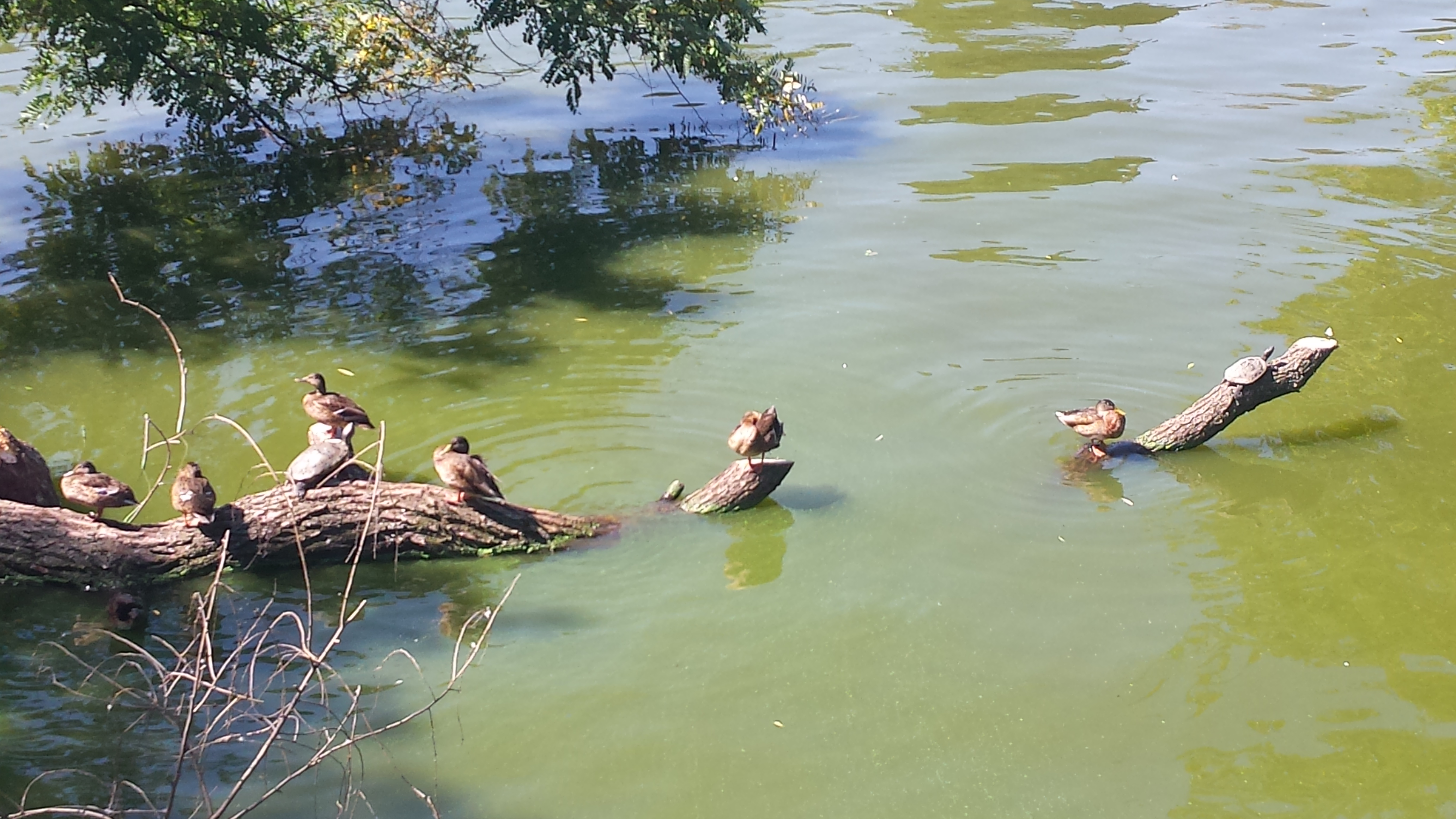
Rațe și țestoase într-unul din bazinele parcului
Panou cu planul parcului Herăstrău din București, afișat în interiorul parcului
Aspect din Grădina Japoneză, amenajată în anul 1998 cu sprijinul Ambasadei Japoniei în România şi a Fundaţiei Comemorative a Expoziţiei Mondiale Japoneze.[13]